# Adquisició del llenguatge
L'adquisició del llenguatge és el procés mitjançant el qual els humans adquireixen la capacitat de percebre i comprendre la llengua, així com produir i utilitzar paraules i frases per a comunicar-se. L'adquisició de la llengua és un dels trets humans més rellevants perquè altres animals no utilitzen el llenguatge per comunicar-se. Adquisició del llenguatge normalment es refereix a l'adquisició de la primera llengua, que estudia l'adquisició de la llengua nativa en els infants. Es distingeix per tant de l'adquisició de segones llengües, que tracta l'adquisició (tant en nens com en adults) de llengües addicionals.
La capacitat d'utilitzar el llenguatge amb èxit requereix que hom adquireixi una gamma d'eines, com la fonologia, morfologia, sintaxi, semàntica, i un vocabulari extens. La llengua pot ser vocalitzada (com en la parla), o manual (mitjançant signes). La capacitat humana d'utilitzar el llenguatge és representada al cervell. Tot i que la capacitat humana per al llenguatge és finita, hom pot dir i entendre un nombre infinit de frases, gràcies a un principi sintàctic anomenat recursivitat. L'evidència suggereix que cada individu té tres mecanismes recursius que permeten desenvolupar frases de manera indeterminada. Aquests tres mecanismes són la relativització, complementació i coordinació. A més, hi ha dos grans principis que guien l'adquisició de primeres llengües: la percepció de la parla sempre precedeix la producció de la parla, i el sistema pel qual un infant aprèn una llengua evoluciona gradualment i es construeix pas a pas, començant per la distinció entre fonemes individuals.

## Història
Els filòsofs de l'antiguitat ja estaven interessats en saber com els humans adquireixen la capacitat d'entendre i produir el llenguatge, molt abans del desenvolupament de mètodes empírics que permetessin posar a prova les seves teories, però en general sembla que consideraven que l'adquisició del llenguatge formava part de la capacitat humana d'adquirir coneixement i aprendre conceptes. Plató va proposar algunes de les primeres idees sobre l'adquisició del llenguatge, entre elles el fet que la connexió entre paraules i significats era, almenys en part, innata. A més a més, gramàtics del sànscrit van debatre durant dotze segles si la capacitat humana de reconèixer el significat de les paraules era un do diví (possiblement innata) o si s'heretava de les generacions anteriors i s'aprenia a partir de convencions ja establertes (per exemple, en escoltar com parlants de confiança utilitzen una paraula concreta).
En un context més modern, els empiristes, com Thomas Hobbes i John Locke, van argumentar que el coneixement (i, per a Locke, el llenguatge) sorgeixen en darrera instància d'abstraccions construïdes a partir d'impressions sensorials. Aquests arguments suggerien que el llenguatge s'adquireix a través de l'experiència sensorial, i van obrir pas a l'Aufbau de Rudolf Carnap, una teoria segons la qual tot el coneixement prové de dades sensorials, les quals s'emmagatzemen en grups segons la seva similitud i que finalment es connecten amb el llenguatge.
Els defensors del conductisme van al·legar que el llenguatge es podria aprendre a través d'una mena de condicionament instrumental. A Verbal Behaviour (1957), B. F. Skinner proposa que en utilitzar de manera correcta un signe, com una paraula o una unitat lèxica, donats certs estímuls, es reforçaria la seva probabilitat "momentània" o contextual. Com que el condicionament instrumental es basa en el reforç a través d'una recompensa, un infant aprendria que una combinació de sons concreta té un significat concret després d'associar-los correctament de manera repetida. Es podria parlar d'ús correcte d'un signe si l'infant aconsegueix fer-se entendre (per exemple, si diu "amunt" perquè l'agafin a coll) i obté la resposta desitjada per part d'una altra persona, reforçant així el concepte que l'infant té del significat d'aquesta paraula i augmentant la probabilitat que l'utilitzi en una situació similar en el futur. Entre les teories empiristes d'adquisició del llenguatge hi ha la teoria de l'aprenentatge estadístic d'adquisició del llenguatge, la teoria dels marcs relacionals, el funcionalisme lingüístic i l'aprenentatge basat en l'ús.
Les idees conductistes de Skinner van ser fortament rebatudes per Noam Chomsky en un article de revisió publicat el 1959, on les qualificava de "principalment mitològiques" i "un greu deliri". Una de les crítiques a la idea de l'adquisició del llenguatge a través del condicionament instrumental era el fet que els infants sovint ignoren les correccions lingüístiques dels adults. En comptes d'això, els infants solen seguir un patró en el qual inicialment utilitzen correctament la forma irregular d'una paraula, després cometen errors, i finalment tornen a utilitzar-la correctament. Per exemple, en un principi un infant pot aprendre correctament la paraula "obert" (participi irregular del verb "obrir"), utilitzar més endavant la forma inexistent "obrit" (per generalització de la conjugació regular), i finalment aprendre de nou la forma correcta, "obert". Chomsky va assegurar que aquest patró no quadra amb la idea de Skinner que el condicionament instrumental és la via primordial d'adquisició del llenguatge en infants. Chomsky va argumentar que si el llenguatge s'adquirís solament a través del condicionament conductista, seria difícil que els infants aprenguessin l'ús correcte d'una paraula i de sobte comencessin a utilitzar-la de manera incorrecta. Chomsky creia que l'error de Skinner havia estat no tenir en compte el paper primordial del coneixement sintàctic en la competència lingüística. Chomsky també va rebutjar el terme "aprenentatge", que Skinner utilitzava per assegurar que els infants "aprenen" el llenguatge a través del condicionament instrumental. En comptes d'això, Chomsky es va posicionar a favor d'una aproximació matemàtica a l'adquisició del llenguatge, basada en l'estudi de la sintaxi.